# Kabeltelevisie

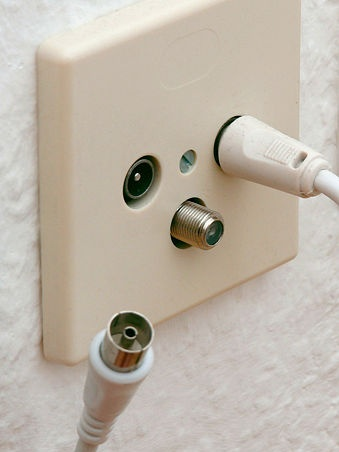
Kabeltelevisie aansluiting zoals die in Nederland voorkomt

Kabeltelevisie is de populaire naam waarmee een netwerk wordt aangeduid dat radio- en televisiesignalen vanuit één punt via een bedraad netwerk naar de huiskamer brengt. Vanouds was het gebruikelijk dat radio- en televisieprogramma's draadloos werden ontvangen (de zogenaamde 'etherverbinding'), zodat het gebruik van een kabel (bij elektriciteit en telefoon heel normaal) een nieuwtje was.
Spreekt men thans van de kabel of kabeltelevisie dan bedoelt men meestal een hybride fiber-coaxiaal netwerk, dat oorspronkelijk vaak een coaxiaal netwerk alleen voor televisie en radio was. Een telefoonkabel kan ook voor televisie (IPTV), radio (en ook voor internet (xDSL)) worden gebruikt, maar wordt meestal niet als kabel  aangeduid.
Hoewel men steeds van kabeltelevisie spreekt, is dat altijd inclusief kabelradio (op de FM-band en digitaal via DVB-C).

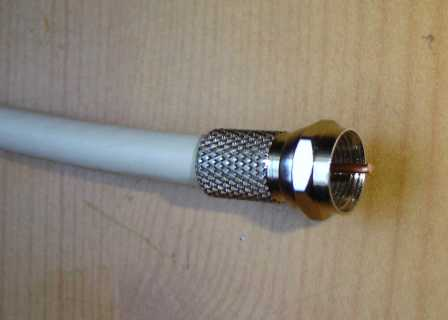
Coax-kabel voor kabeltelevisie

## Geschiedenis

### Nederland
Voor de Tweede Wereldoorlog bood de PTT de Radiodistributie aan, later Draadomroep geheten. Dit systeem bood vier radiostations via telefoonkabels. In de jaren zestig van de 20e eeuw werd dit systeem uitgefaseerd.
Snel na de eerste officiële Nederlandse televisie-uitzending in 1951 ontstond op de daken van de huizen een heel woud van televisieantennes. Dit was niet alleen een lelijk gezicht, maar het was ook gevaarlijk: bij een storm konden slecht gemonteerde of slecht onderhouden antennes omwaaien en schade veroorzaken. In dichtbebouwde gebieden was een goede ontvangst van ethertelevisie bovendien zeer moeizaam. Om aan deze situatie een eind aan te maken werden de eerste centrale antenne-inrichtingen (cai) aangelegd. Deelnemende huishoudens werden door een coaxkabel verbonden met een gemeenschappelijke antennemast die per huizenblok, wijk of gemeente op centraal gelegen punten werden opgesteld. Aanvankelijk was de aanleg van deze centrale-antennesystemen in strijd met de Telegraaf- en Telefoonwet: de PTT had het wettelijk monopolie op de distributie van omroepsignalen. In de praktijk werd de aanleg van particuliere cai gedoogd.
Doordat de centrale antennemast hoger geplaatst werd dan menige particuliere antenne, konden zelfs afgelegen zenders ontvangen worden. Zo waren de Duitse televisiezenders in West-Nederland beschikbaar.

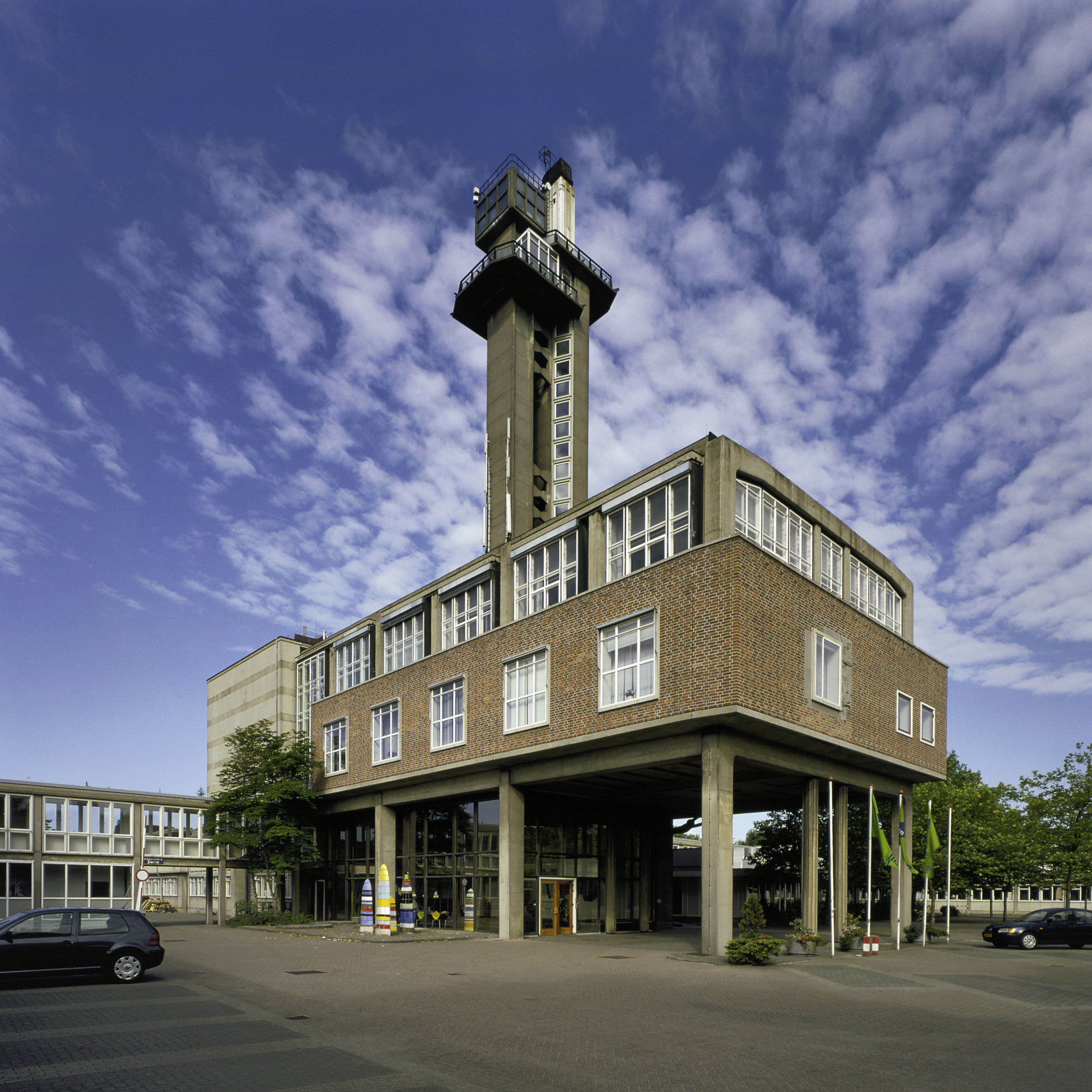
De PTT ontwikkelde rond 1960 eigen technologie voor kabeltelevisie in het Neherlaboratorium in Leidschendam

In Nederland begon in 1958 de PTT aan de eerste toepassing van kabeltelevisie. In de Haagse Marnixstraat werden als experiment televisiesignalen overgebracht via het bestaande draadomroepnet. De kwaliteit van de ontvangst bleek echter onvoldoende. In 1959 werd in de buurt Aarveld te Heerlen een appartementengebouw gebouwd met daarin het voor kabeltelevisie benodigde coaxnetwerk. De PTT gaf in maart 1960 te kennen dat het technisch gereed was voor de invoering van wat men nog lange tijd zou noemen 'draadtelevisie'. Het jaar erop begon de PTT met de voorbereidingen voor de eerste proeven met een coaxkabelnetwerk. Tijdens de eerste, kleinschalige proef in Nederland met commerciële draadtelevisie, was op 30 april 1962 kapper A. Welsman in de nieuwbouwgemeente Dronten de eerste Nederlandse consument die televisie via de kabel ontving. Dat zelfde jaar werd begonnen met de aanleg van de eerste grootschalige proef met kabeltelevisie, in de wijk Bezuidenhout in Den Haag. Op 13 november 1963 konden bijna duizend woningen in Bezuidenhout via een kabelaansluiting voor het eerst kijken naar Nederlandse, Duitse en Belgische televisie of luisteren naar twaalf radiozenders. In de eerste vier weken waren 1.700 huishoudens aangesloten op het netwerk, terwijl er 1.000 waren verwacht. De voorziening beviel zo goed, dat in december dat jaar door de PTT werd besloten om het proefgebied uit te breiden met de naastgelegen nieuwbouwwijk Mariahoeve. De woongebouwen in die wijk waren reeds bij hun bouw voorzien van de benodigde aansluitingen. Tijdens deze eerste grote proef met kabeltelevisie ontstond ook het eerste initiatief voor regionale televisie via de kabel. De Haagse ondernemer L. Nijhof Jr. diende in november 1963 een aanvraag in voor een zendvergunning voor regionaal nieuws omlijst met reclame, op de kabel uit te zenden vóór en na de landelijke uitzendingen.
In Nederland is er ook een plan geweest om een landelijk netwerk aan te leggen, het zogenaamde CAS-net. Hiervoor is speciaal de CASEMA (Centrale Antenne Systemen Exploitatie Maatschappij) opgericht. Dit plan werd in de Tweede Kamer weggestemd.
In plaats daarvan kon vanaf 1970 een machtiging worden aangevraagd voor de aanleg en exploitatie van een gemeenschappelijke antenne-inrichting (een kabelnetwerk bestemd voor een kleine groep woningen, gai) of voor de aanleg en exploitatie van een centrale antenne-inrichting (een kabelnetwerk bestemd voor wijken, plaatsen of hele gemeenten, cai). Een dergelijke machtiging kon verkregen worden als aan technische en administratieve voorwaarden werd voldaan. Een gai mocht in principe niet groter zijn dan 100 aansluitingen en na het kruisen van een weg mocht het signaal niet meer worden versterkt. Een cai was beperkt tot de gemeentegrens. Gedurende de jaren 70 en 80 werden in vrijwel alle gemeenten een of meer kabelnetten aangelegd; maar per aansluitgebied werd slechts één machtiging aan een woningcorporatie, gemeente of bedrijf verleend. Geleidelijk aan kwamen de kabelnetten in exploitatie bij gemeentelijke diensten. Vaak doordat woningcorporaties hun gais overdroegen aan gemeenten. Later werden de regels verruimd en mochten de kabelnetten van gemeenten worden gekoppeld en konden ze samen van één ontvangstation gebruikmaken.
In de jaren 70 en 80 kwamen de eerste signalen op de kabel die niet ook via de ether werden uitgezonden of te ontvangen waren: lokale omroepen, BRT 1 en 2, BBC 1 en 2 en commerciële (satelliet)omroepen (Sky Channel was de eerste) werden doorgegeven. Vanaf 1985 zond de eerste betaal-tv-zender (FilmNet) via de kabel uit. In 1992 werden gemiddeld 19 (analoge) televisiezenders via de kabel doorgegeven.
Na de Europese liberalisering van de telecommunicatiesector halverwege de jaren 90 verdween het systeem van machtigingen. In hoog tempo werden kabelnetwerken onderling verbonden via glasvezel. De meeste gemeentelijke netwerken werden overgenomen door private kabelbedrijven, die de verouderde netwerken moderniseerden en verglaasden tot HFC-netwerken. Hierdoor kon de kabel zich ontwikkelen van broadcast-infrastructuur tot een volwaardige infrastructuur waarop ook tweeweg communicatie mogelijk werd (internettoegang en telefonie via de kabel). Het gemiddeld aantal analoge zenders dat eind jaren 90 werd doorgegeven groeide naar 30.
Eind jaren 90 introduceerden de meeste kabelbedrijven digitale kabeltelevisie. De kabelbedrijven geven sindsdien naast analoge signalen digitale radio- en televisiesignalen door.
In 2004 volgde de introductie van hdtv-uitzendingen, in 2007 de introductie van video on demand en in 2010 volgden de eerste uitzendingen van stereoscopische televisie.

### België
In België begon de ontwikkeling van kabeltelevisie in 1960 met het eerste netwerk in St. Servaas bij Namen. Het werd aangelegd door Coditel. De oorspronkelijke bedoeling van deze vroege kabelnetwerken was televisie aanbieden aan kijkers in gebieden met slechte ontvangst - zoals de rivierdalen in het zuiden van het land. Daarom volgden al snel netwerken in Luik, Verviers en Wezet. Vanaf 1964 kregen ook delen van Brussel kabeltelevisie. In grote Belgische steden bestond overigens vaak al radiodistributie: een kabelnetwerk waarmee men via vaste bakjes in huis een viertal radiozenders verdeelde. In steden was bovendien ook het esthetische aspect belangrijk: het woud van antennes verdween dankzij de kabeltelevisie. In de jaren 1970 haalde het aantal aansluitingen de kaap van een miljoen, later waren dit er ongeveer vier miljoen.
Vanaf 1969 werden de populaire (Franstalige) programma's van Télé Luxembourg (nu RTL TVI) via een straalverbinding verdeeld in Brussel en de grote Waalse steden. In de loop van de daaropvolgende jaren zijn er gelijkaardige verbindingen uitgebouwd voor de verdeling van de Franse (TF1 en Antenne 2), Duitse (ARD en ZDF), Nederlandse (Nederland 1 en Nederland 2) en vanaf het begin van de jaren 1980 ook de Britse (BBC1 en BBC2) over het hele Belgische grondgebied. Vanaf de jaren 1980 kwamen daar ook via satelliet uitgezonden kanalen bij (onder meer de RAI, Sky Channel, Super Channel en MusicBox).
Na het Koninklijk Besluit op de distributienetwerken voor radio en televisie in 1966 konden de gemeenten kiezen uit vier vormen van kabeltelevisie-exploitatie op hun grondgebied: een concessie voor een privébedrijf, een gemeentelijke regie, een zuivere intercommunale of een gemengde intercommunale. Dit KB heeft gevolgen tot op vandaag:
- Vlaams gewest: de Vlaamse zuivere intercommunales waren gegroepeerd in Interkabel, de netwerken van de Vlaamse gemengde intercommunales zijn in 2002  overgenomen door Telenet. In 2008 heeft Telenet ook Interkabel overgenomen. VOO is actief in de gemeente Voeren.
- Waals gewest: in Wallonië zijn alle kabelbedrijven sinds 2007 gegroepeerd onder VOO met uitzondering van enkele gemeenten in Henegouwen die onder Telenet vallen samen met de gemeente Komen.
- Brussels gewest: het zuiver privébedrijf Coditel, werd overgenomen door Numericable, dat later opging in het Franse bedrijf SFR. Wolu-TV was enkel actief in Sint-Lambrechts-Woluwe en werd later ook overgenomen door SFR. UPC Belgium N.V. was actief in enkele gemeenten voordat het in 2006 werd overgenomen door Telenet, dat in dat jaar actief werd in enkele Brusselse gemeenten. In 2017 nam Telenet de Belgische tak van SFR over. Tot slot is ook VOO actief in enkele Brusselse gemeenten.

## Banden
Oorspronkelijk waren de volgende frequentiebanden voorzien voor kabeltelevisie: band I (VHF, kanalen 2, 3 en 4), band III (VHF, kanalen 5 t/m 12) en band IV/V (UHF, kanalen 21-69). Dit zijn dezelfde frequenties die ook werden gebruikt voor draadloze analoge televisieontvangst.
Voor radio wordt gebruikgemaakt van band II (87,5-108 MHz).
Aangezien door de beperkingen van de toenmalige kabels en versterkers het verlies op de UHF-band te groot was, en er toch een vraag was naar meer beschikbare kanalen, definieerde men later nog twee extra VHF-banden: "Mid"-band (kanalen M1-M10, soms ook 80-89 genoemd) en "Upper"-band (kanalen U1-U10, soms ook 90-99 genoemd). Deze twee extra banden, die bij draadloze uitzendingen niet worden gebruikt, bevinden zich respectievelijk onder en boven band III.
Teneinde nog meer kanalen ter beschikking te hebben werd de "Hyperband" ingevoerd: 20 extra kanalen, gelegen tussen de upperband en band IV.
Recentelijk wordt ook de UHF-band door veel kabelmaatschappijen gebruikt.
Deze wirwar aan banden en het feit dat ieder televisiemerk er wel een eigen benaming op na houdt (ook voor de kanaalnummers) maakt het programmeren van de preselecties van een televisie of videorecorder er niet eenvoudiger op.
Bovendien is er een televisietoestel nodig dat de extra banden kan ontvangen. Een televisietoestel is immers vanouds bedoeld voor ontvangst via een eigen antenne, waarbij de extra banden niet worden gebruikt.

## Digitale televisie via de kabel
Sinds eind jaren negentig wordt via de kabel ook digitale televisie aangeboden. Voor de ontvangst hiervan is een digitaal televisietoestel nodig dat geschikt is voor DVB-C. Als het televisietoestel niet geschikt is voor DVB-C, kan een settopbox worden gebruikt.
Video op aanvraag, hdtv, elektronische programmagidsen en betere beeld- en geluidskwaliteit zijn enkele voordelen van digitale televisie.
Zenders die niet tot het basispakket horen, maar tot een pluspakket, worden versleuteld, zodat alleen abonnees die hiervoor extra betalen deze zenders kunnen ontvangen. Om deze versleutelde zenders te kunnen ontvangen, wordt een insteekkaart met smartcard in het digitale televisietoestel gestoken. De sleuf waarin de insteekkaart wordt geplaatst heet Common Interface, de insteekkaart Conditional access module. In de settopbox is de conditional access module meestal al ingebouwd. Veel kabelaanbieders gebruiken niet de standaard ontsleutelingmethode voor digitale televisie, waardoor hun abonnees gedwongen zijn digitale televisie te kijken via CI+ of een settopbox voor de ontvangst van een pluspakket.
In plaats van DVB-C, wordt op de kabel in een enkel geval ook gebruikgemaakt van DVB-T. De verspreiding van toestellen met DVB-T is namelijk groter dan die met DVB-C.
Digitale televisie wordt naast de kabel (DVB-C) ook aangeboden via xDSL, breedbandinternet, aardse zenders (DVB-T) of satelliet (DVB-S).

## Techniek
Een kabeltelevisienetwerk bestaat uit twee delen: ten eerste uit een toegangsnetwerk van coaxkabel van de klant tot het wijkcentrum van maximaal enkele honderden meters en ten tweede uit een netwerk voor transport van glasvezel het wijkcentrum naar het head end, het centrale punt waar alle signalen binnen komen. Het hele netwerk wordt daarom een hybrid fibre-coaxial netwerk genoemd.
Bij kabeltelevisie wordt gebruikgemaakt van verschillende transporttechnieken, zoals synchrone digitale hiërarchie SDH en vestigial-sideband modulation AM-VSB. Deze technieken zorgen voor het transport van radio- en televisiesignalen. Een nieuwe ontwikkeling op dit gebied is het gebruik van het internetprotocol om de signalen te verzenden. Dit is iets anders dan het via internet kunnen zien van televisieprogramma's of video.
Er wordt in het head end voor gezorgd dat de radio- en televisiesignalen op de goede frequentie worden doorgegeven.
Het signaal wordt in het toegangsnetwerk versterkt. Dit wordt gedaan om het met voldoende kwaliteit bij de klant te laten aankomen. Dat gebeurt door groeps- en eindversterkers. Hierdoor worden voor een deel verstoringen in een televisiebeeld veroorzaakt. Versterkers kunnen onder meer voor ruis zorgen. Andere bronnen die de kabeltelevisie kunnen verstoren zijn andere zenders en slechte binnenhuisbekabeling. Er worden om storingen te voorkomen hoge eisen aan de bekabeling gesteld, ook binnenshuis.

## Bekabeling in de woning
De kabel komt meestal de woning binnen via de woonkamer of de meterruimten. In de nieuwbouw is dit tegenwoordig altijd in de meterruimte. De kabel werd indertijd aangesloten op een wandcontactdoos in de woonkamer en wordt tegenwoordig aangesloten op een zogenoemd Abonnee Overgave Punt (NVN 5175:2000), kortweg AOP genoemd. De signaalsterkte is altijd voldoende voor minimaal één aansluiting. Bij meer aansluitingen in de woning wordt zo nodig een versterker gemonteerd. Het is belangrijk dat in de woning de juiste bekabeling wordt gebruikt. De kabel moet minstens tot 900 MHz kunnen doorlaten. Sommige kabels gaan tot 450 MHz, dit kan blokken in het tv-beeld veroorzaken. Een versterker dient retour geschikt en goed ingesteld te zijn. Dit houdt in dat het signaal zowel in- als uitgaand moet zijn. Een te sterk signaal zal in een analoog televisiebeeld spikkels laten zien, terwijl een te zwak signaal sneeuw (ruis) veroorzaakt. Goede kabelinfrastructuur is belangrijk en voorkomt storingen. De meeste storingen worden veroorzaakt door verouderde/versleten kabels, connectoren en foute installaties. Producten met kabelkeurmerk zijn aan te raden.

## Uitbating
In België zijn volgende spelers bekend:
- Telenet

In heel het Vlaamse gewest met uitzondering van gemeente Voeren.
In het Brussels gewest: Schaarbeek, Etterbeek, Jette, Vorst, Koekelberg, Sint-Agatha-Berchem, Anderlecht, Brussel, Sint-Jans-Molenbeek, Sint-Joost-ten-Node, Laken, Haren, Neder-Over-Heembeek, Watermaal-Bosvoorde, Sint-Lambrechts-Woluwe, Ganshoren.
In het Waalse gewest: Froidchapelle en Couvin (uitsluitend de voormalige gemeenten Aublain, Brûly-de-Pesche, Cul-des-Sarts, Dailly, Gonrieux, Brûly-de-Couvin, Pesche, Petite-Chapelle, Presgaux, en Komen.
- VOO

In gans het Waalse gewest met uitzondering van de gemeenten Froidchapelle, Couvin (uitsluitend de voormalige gemeenten Aublain, Brûly-de-Pesche, Cul-des-Sarts, Dailly, Gonrieux, Brûly-de-Couvin, Pesche, Petite-Chapelle, Presgaux) en Komen.
In het Brussels gewest: Elsene, Sint-Gillis, Evere, Sint-Pieters-Woluwe, Oudergem en Ukkel.
In het Vlaams gewest: Voeren.
In Nederland zijn onder meer de volgende spelers bekend:
- Ziggo in diverse regio's
- Delta in de provincie Zeeland
- Caiway in West-Nederland
- Kabelnoord in Noordoost-Friesland (22.000 aansluitingen)
- Stichting Kabelnet Veendam in de gemeente Veendam (11.500 aansluitingen)
- Stichting Kabeltelevisie Pijnacker
- Vereniging Campus Kabel (VCK) op de campus van de Universiteit Twente
- Kabeltex op Texel (± 4.500 aansluitingen)
- CAI Harderwijk in de gemeente Harderwijk (16.000 aansluitingen)
- CAI Bleiswijk in Bleiswijk
- REKAM
- KPN via dochtermaatschappij Glashart Media
- KT Waalre in Waalre (Lokale kabelmaatschappij voor de gemeente Waalre)

In Luxemburg zijn volgende spelers bekend:
- Numericable